# Le Transfuge
Le Transfuge è un film del 1985 diretto da Philippe Lefebvre.

## Trama
L'industriale Bernard Corain compie frequenti viaggi di lavoro in Germania dell'Est e viene contattato dai servizi segreti francesi per aiutare l'agente Heinz Steger a scappare dalla Germania dell'Est.